# Okręg wyborczy Newcastle
Okręg wyborczy Newcastle (ang. Division of Newcastle) – jednomandatowy okręg wyborczy do Izby Reprezentantów Australii, nazwany od miasta Newcastle, znajdującego się na jego obszarze. Powstał w 1901 roku i od tego czasu nieprzerwanie pozostaje pod kontrolą Australijskiej Partii Pracy (ALP). 

## Lista posłów
| okres urzędowania | poseł                | przynależność             |
| ----------------- | -------------------- | ------------------------- |
| 1901-1935         | David Watkins        | Australijska Partia Pracy |
| 1935-1958         | David Oliver Watkins | Australijska Partia Pracy |
| 1958-1983         | Charles Jones        | Australijska Partia Pracy |
| 1983-2001         | Allan Morris         | Australijska Partia Pracy |
| 2001-2013         | Sharon Grierson      | Australijska Partia Pracy |
| od 2013           | Sharon Claydon       | Australijska Partia Pracy |

źródło: 

## Dawne granice

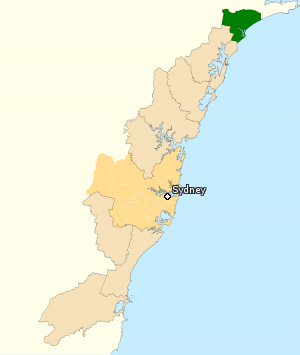
Okręg w granicach z 2010 roku